# Prosotas dubiosa
Prosotas dubiosa är en fjärilsart som beskrevs av Semper 1879. Prosotas dubiosa ingår i släktet Prosotas och familjen juvelvingar. Inga underarter finns listade i Catalogue of Life.

## Bildgalleri

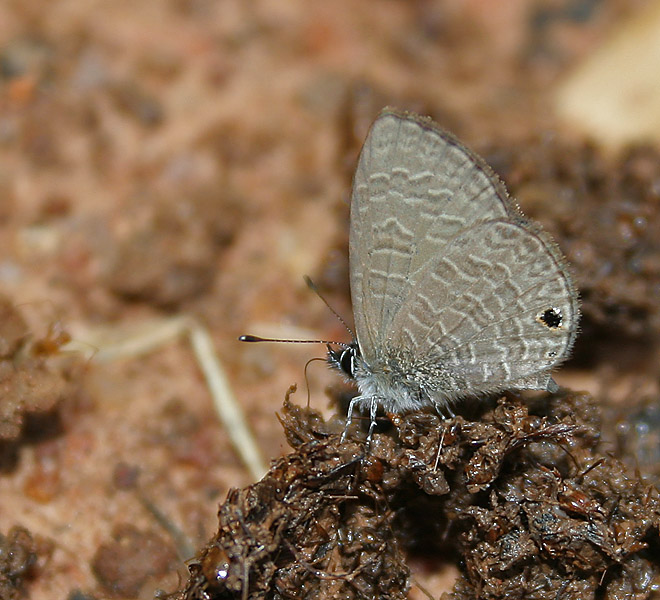
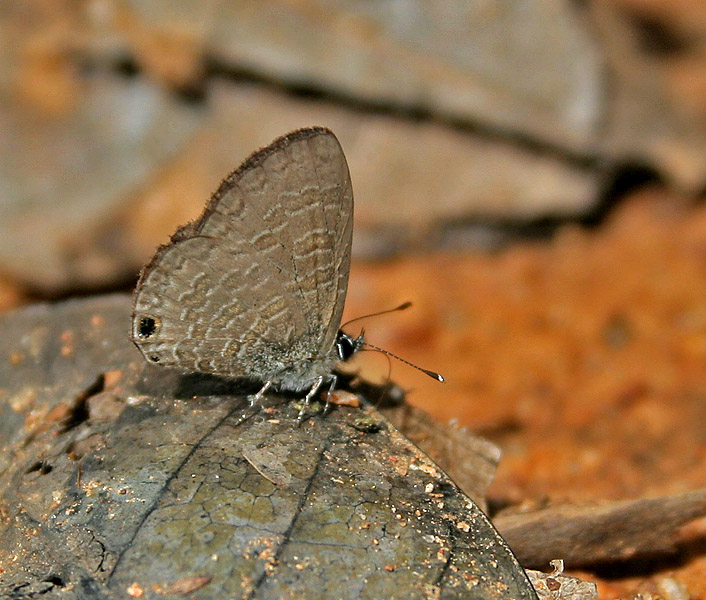
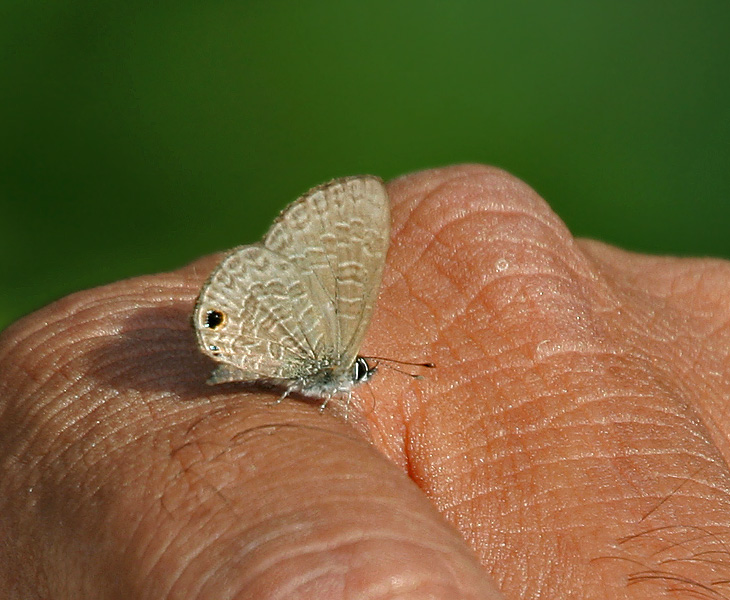
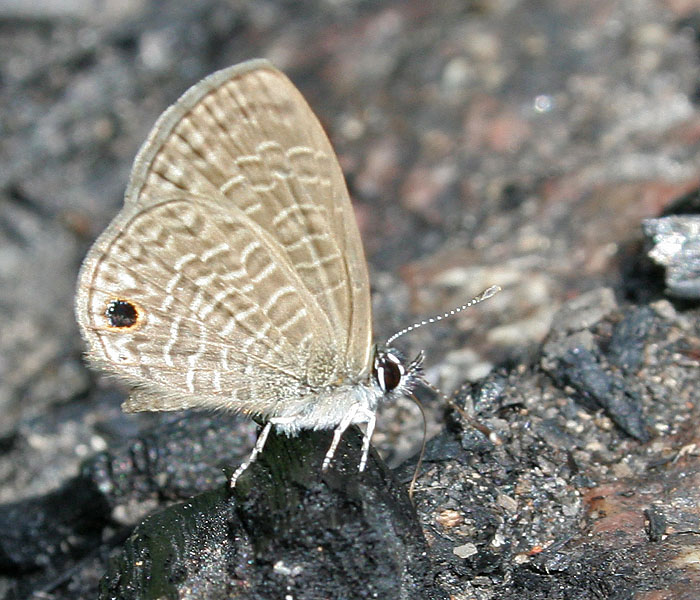
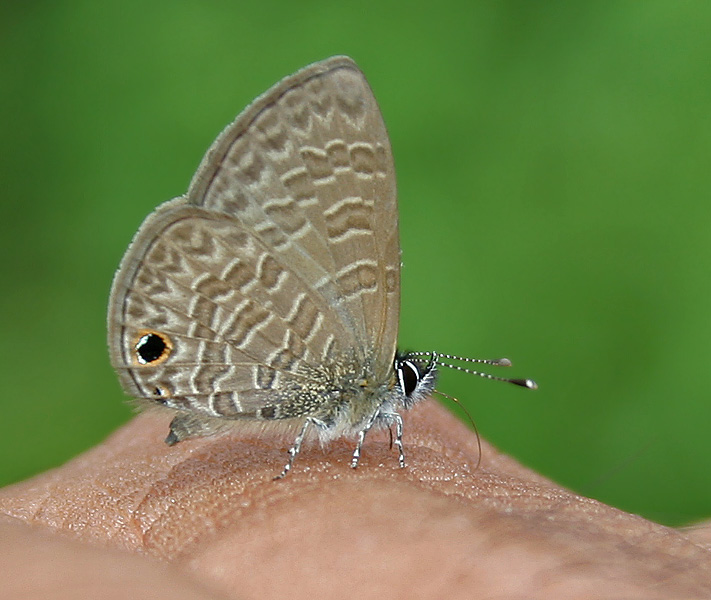
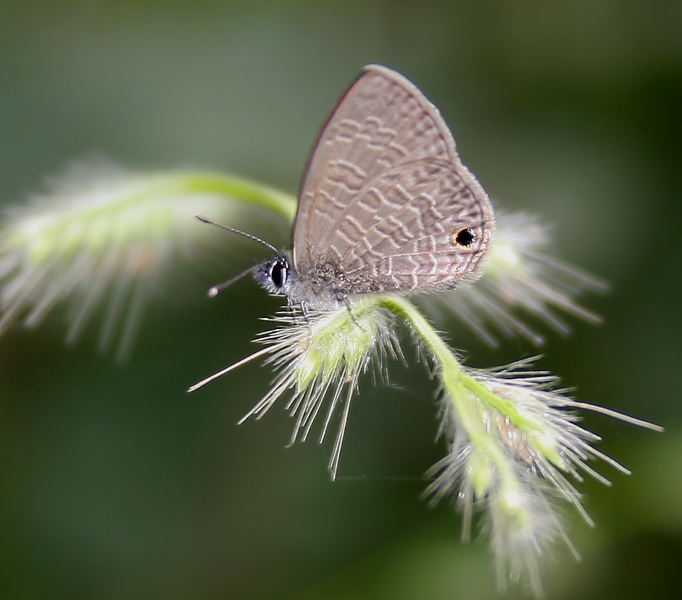
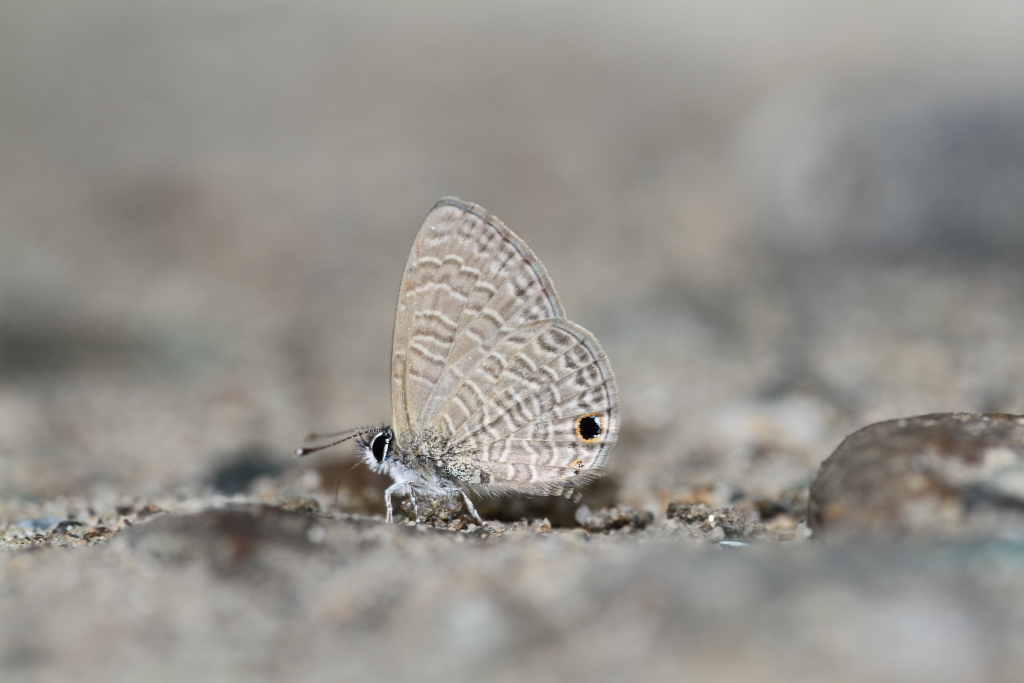